# NGC 263
NGC 263 је спирална галаксија у сазвежђу Кит која се налази на NGC листи објеката дубоког неба.
Деклинација објекта је - 13° 6' 26" а ректасцензија 0h 48m 48,4s. Привидна величина (магнитуда) објекта NGC 263 износи 14,3 а фотографска магнитуда 15,1. NGC 263 је још познат и под ознакама MCG -2-3-21, PGC 2856.